# Павел Волуцький
Павел Волуцький гербу Равич (пол. Paweł Wołucki; 1560 — 15 листопада 1622) — польський шляхтич, королівський придворний, римо-католицький релігійний діяч. Латинський єпископ Кам'янця-Подільського та Луцька.

## Життєпис

варіант гербк Равич

Народився 1560 року. Був представником роду Волуцьких гербу Равич, представленого в Равському воєводстві. Батько — Ян Волуцький, равський підсудок (зокрема, в 1550 році), мати походила з роду Олтажевських (пол. Ołtarzewskich) гербу Лис. Мав одну сестру і шестеро братів. Зокрема, Анджей у 18 років був нагороджений королем як «poeta laureatus»; Філіп був каштеляном і воєводою равським, Себастьян — малоґоським каштеляном, Войцех мав поступити до Товариства Ісусового (Єзуїти). Молодшим братом був галицький каштелян і коронний підкоморій Станіслав Волуцький.
Бартош Папроцький писав, що його за заслуги Станіслав Мінський своїм коштом відправив навчатися до Італії та утримував там протягом кількох років. Після повернення до Польщі завдяки своєму протектору, який був близько пов'язаним з коронним канцлером і гетьманом Яном Замойським, Павел став королівським секретарем. На службі здобув прихильність Сигізмунда ІІІ Вази. Невдовзі перейшов до духовного сану, потім отримав перші костельні бенефіції: 1591 року — канонік катедральних капітул у Луцьку і Кракові, також латинський парох у Рачкові (Гнезненської архидієцезії). 1592 р. прийняв ієрейські свячення, у 34/35 років отримав сан єпископа. Після призначення короля 5 грудня 1594 року Апостольський Престол затвердив його на посаді очільника Кам'янецької дієцезії. 1606 року переведений на посаду луцького латинського єпископа, на якій затверджений рішенням Папи римського Павла V 30 липня 1607 року. 18 (або 19) травня 1616 року затверджений на посаді куявського єпископа в м. Влоцлавек.
За його ініціативою почав діяльність Колегіум єзуїтів у Луцьку, а в 1610 році П. Волуцький освятив наріжний камінь під будівництво нового приміщення.
Помер 15 листопада 1622 року, похований у каплиці Ґурків базиліки-катедри Внебовзяття Пресвятої Діви Марії у Влоцлавку. Брати Себастьян і Філіп своїм коштом поставили йому нагробок із повною постаттю єпископа.